# آستورگا
استورگا (به اسپانیایی: Astorga) یک دهستان‌های اسپانیا و شهر در اسپانیا است که در استان لئون، اسپانیا واقع شده‌است.

## خصوصیات
استورگا ۴۶٫۷۸ کیلومترمربع مساحت و ۱۲٬۲۴۲ نفر جمعیت دارد و ۸۷۰ متر بالاتر از سطح دریا واقع شده‌است.

## خواهرخوانده
شهرهای رئوس، Moissac، Clavijo و مریدا خواهرخوانده‌های استورگا هستند.